# تشوما (لاعب كرة قدم)
تشوما (بالإسبانية: Chuma)‏ هو لاعب كرة قدم إسباني في مركز الهجوم، ولد في 13 فبراير 1997 في إشبيلية في إسبانيا. لعب مع Sevilla FC C ‏.

## وصلات خارجية
- تشوما على موقع قاعدة بيانات كرة القدم.إي يو (الإنجليزية)
- تشوما على موقع Soccerway.com (الإنجليزية)